# Tom Waits
Thomas Alan Waits dit Tom Waits (/tɑm weɪts/) est un auteur-compositeur, musicien, chanteur, réalisateur musical et acteur américain né le 7 décembre 1949, à Pomona en Californie.
Il se distingue par sa voix rocailleuse, sa forte personnalité, sa présence sur scène, et l'humour de ses mises en scène portées par des textes cyniques. Waits possède une voix reconnaissable, décrite par un critique comme « abrasive ». Avec des bruits de bouche comme signes distinctifs, il incorpore des styles antérieurs au rock comme le blues, le jazz, le bluegrass, le vaudeville ou la musique country. Ses textes sont ceux d'un portraitiste du bizarre, qui affectionne les personnages et les lieux délaissés. Son répertoire se distingue cependant aussi par son romantisme et sa drôlerie. Diverses entrevues accordées tout au long de sa carrière témoignent de l'humour du chanteur.
Tom Waits est une influence majeure de plusieurs auteurs-compositeurs. Ses chansons ont parfois été rendues célèbres par certaines reprises, comme Jersey Girl par Bruce Springsteen et Tom Traubert’s Blues par Rod Stewart. Bien que ses albums connaissent un succès mitigé aux États-Unis, ils ont parfois atteint le statut de disque d'or dans d'autres pays. Tom Waits a été plusieurs fois nommé lors de remises de prix de majors et a remporté un Grammy Award pour deux de ses albums. Il a également collaboré en tant que compositeur à des musiques de films ou de comédies musicales.
Tom Waits est également acteur. Il a notamment joué dans Short Cuts de Robert Altman, Dracula de Francis Ford Coppola, Coffee and Cigarettes, Down by Law et The Dead Don't Die de Jim Jarmusch, L'Imaginarium du docteur Parnassus de Terry Gilliam et Le Livre d'Eli d'Albert et Allen Hughes.

## Biographie

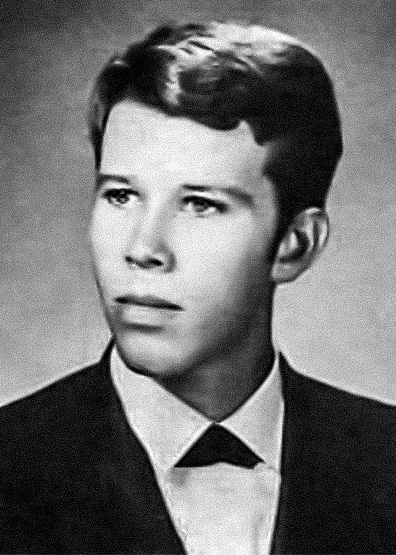
Tom Waits en 1968.

Tom Waits est né en Californie dans une ville d'Orange County. Ses parents, Jesse Frank Waits (1922-2007) et Alma Johnson McMurray (1921-2010) sont tous deux professeurs ; son père grandit au Texas. Ses parents divorcent lorsqu'il a à peu près 10 ans et Tom vit à Whittier, dans le comté de Los Angeles. Il fait de très régulières pérégrinations jusqu'au Mexique avec son père, enseignant d'espagnol.

### Débuts
Ses influences les plus marquantes sont surtout la musique de James Brown. Il apprend à jouer de la trompette. Plus tard, il devient guitariste d'un groupe appelé The Systems.
La carrière de Tom Waits débute à Los Angeles en 1971, quand il signe avec Herb Cohen, manager de Frank Zappa entre autres, qui devient son manager de 1971 à 1981. Il fait plusieurs séances d'enregistrement avortées avant de parvenir à l'album Closing Time, mélancolique et teinté de folk en 1973. L'album reçoit un bon accueil critique, mais ne connaît le succès qu'en 1974 quand les Eagles reprennent l'un de ses titres, Ol’ 55. Fin 1973 et 1974, Tom Waits accompagne la tournée de Frank Zappa et fait la première partie de tous les concerts.
L'album The Heart of Saturday Night montre ses origines de chanteur de night-club avec ses ballades de crooner, mi-parlées, mi-chantées sur un fond de jazz léger. En 1975, en présence d'un public restreint, pour rendre l'ambiance de ses concerts de l'époque, il enregistre Nighthawks at the Diner, avec notamment de longs monologues entre ses chansons. Dans les années 1970, il passe en première partie des concerts de Sonny Terry et Brownie McGhee. En 1976, Small Change sort avec la participation du batteur Shelly Manne. Compagnon de Rickie Lee Jones de 1977 à 1979, qu'il rencontre lors de concerts donnés au club Troubadour, il connaît avec elle une histoire d'amour à laquelle il met un terme après avoir assuré ses premières parties de concert en Europe. Les chansons telles que The Piano Has Been Drinking et Bad Liver and a Broken Heart au style lyrique situé entre Raymond Chandler et Charles Bukowski contribuent à installer sa réputation d'artiste sombre. La dernière chanson de Small Change est le premier exemple de texte mis en onde, style qu'il développera plus tard dans des chansons telles que Shore Leave, Crossroads, Frank's Wild Years, Circus, etc. Les albums Foreign Affairs et Blue Valentine, sortis respectivement en 1977 et 1978, sont dans la même veine, avec un art vocal plus raffiné. Il emménage à New York en 1980, quand Francis Ford Coppola le contacte, séduit par I Never Talk to Strangers et Tom Waits, que lui a fait connaître son fils, après le refus de Van Morrison. Peu après la sortie de Blue Valentine, il quitte Herb Cohen, non sans l'aide de Kathleen.
Lors du tournage de Coup de cœur, il rencontre Kathleen Brennan, scripte assistante sur les plateaux des studios Zoetrope de Francis Ford Coppola. Il l'épouse en 1980. Coauteur de nombre de ses chansons et de ses albums suivants, Tom Waits la cite souvent comme une influence majeure dans son travail. En 1988, il écrit et interprète avec elle Big Time, un concert filmé surréaliste.
Il entame une longue relation de travail avec Francis Ford Coppola à partir de 1980. Ce dernier lui demande de composer la musique de son film Coup de cœur. Tom Waits joue également dans plusieurs de ses films, Rusty James, Outsiders, Cotton Club et Dracula. Il travaille également avec d'autres réalisateurs tels que Jim Jarmusch (Down by Law, Coffee and Cigarettes) et Robert Altman (Short Cuts).

### L'après 1980

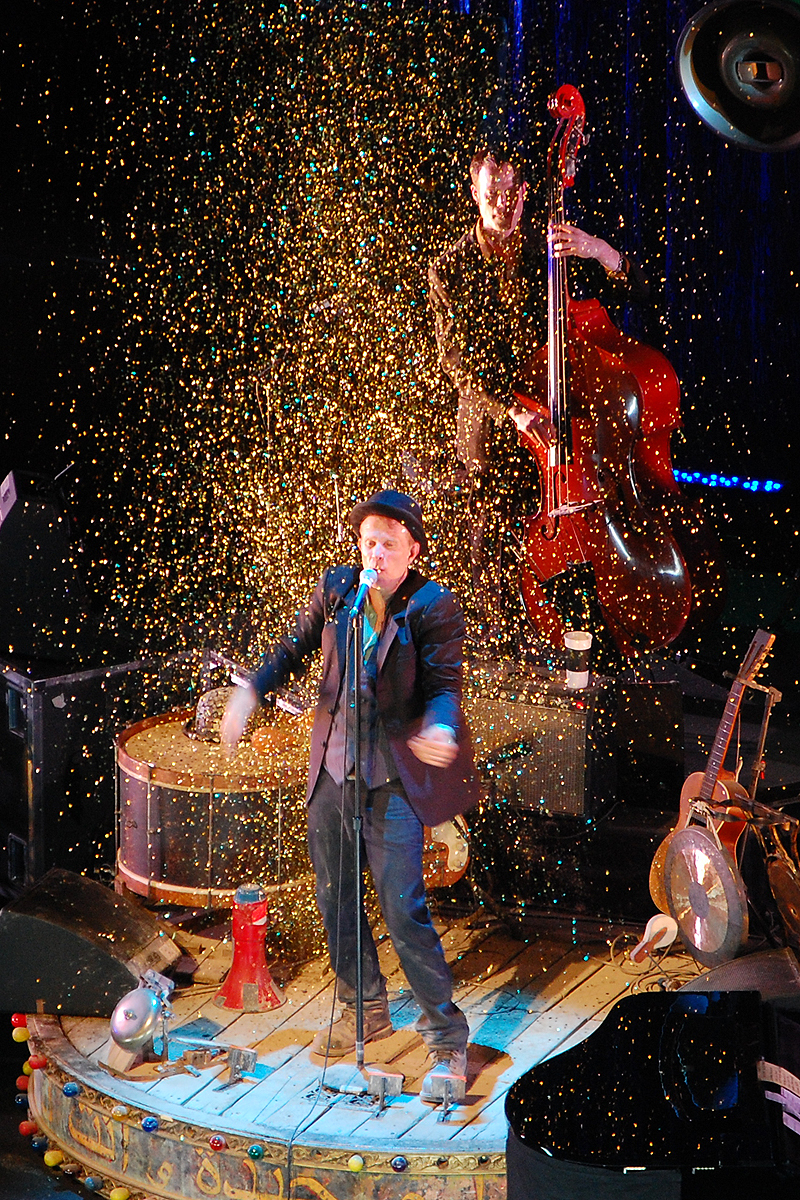
Tom Waits en 2008.

En 1983, il quitte Asylum Records pour Island Records, et sa musique devient moins conventionnelle. Ses trois albums du milieu des années 1980, Swordfishtrombones, Rain Dogs et Frank's Wild Years présentent une instrumentation éclectique associant les sections de cuivre de la soul avec les percussions de Harry Partch ou encore la guitare distordue de Marc Ribot et la contrebasse de M. Sicard (Marco le Gaucher). En 1985, Tom Waits est convié, comme plusieurs autres artistes des scènes rock et country, à participer à la rétrospective consacrée à Kurt Weill à l'occasion de Lost in the Stars : The Music of Kurt Weill, pour lequel il enregistre une reprise de What Keeps Mankind Alive ?. En 2001, Tom Waits a produit Wicked Grin, album de son ami de longue date, John Hammond. Cette année-là, il fait également partie des plaignants lors d'un procès qui attaque la firme de Los Angeles mp3.com, réclamant 40 000 000 $, et l'année suivante pour dénoncer les pratiques comptables de l'industrie du disque.
Quelques années plus tard paraît une comédie musicale coécrite avec sa femme, ainsi que ses collaborations avec William S. Burroughs sur The Black Rider sont créés en 1990, enregistrée en 1993, et montée en spectacle à Broadway en 2004 avec Marianne Faithfull incarnant le Diable. Tom et sa femme montrent un intérêt croissant pour le théâtre. Celui-ci se traduit également par une carrière d'acteur menée en parallèle à la musique. À la fin des années 1990, il quitte Island Records pour ANTI-. Pour l'album Real Gone, il abandonne les cuivres pour une formation guitare (Marc Ribot), basse (Les Claypool de Primus) et batterie (Bryan Mantia). Son fils Casey Waits apparaît sur quelques morceaux.
L'un des thèmes du film Le Scaphandre et le Papillon est la chanson All the World Is Green de l'album Blood Money. Le générique de fin de Jarhead de Sam Mendes est accompagné de Soldier's things de l'album Swordfishtrombones. Le 3 octobre 2007, le site de fans de Terry Gilliam Dreams a confirmé que le réalisateur avait en projet un film appelé L'Imaginarium du docteur Parnassus, dans lequel Tom Waits apparaîtrait aux côtés de Heath Ledger.
Le 10 juillet 2007, Waits publie la chanson Diamond In Your Mind, uniquement disponible en téléchargement, reprise plus tard par Solomon Burke. La version téléchargeable est enregistrée avec, entre autres, le Kronos Quartet lors d'un gala de bienfaisance en l'honneur du dalaï-lama.
Tom Waits a également prêté sa voix, invité par le groupe The Book of Knots sur la chanson Pray de l'album Traineater. Le 22 janvier 2008, il fait partie d'une distribution en l'honneur du Bet Tzedek Legal Services, une association sans but lucratif pour les droits des démunis.
Le 7 mai 2008, Tom Waits annonce une tournée pour juin 2008 dans des villes du Sud des États-Unis ainsi que dans quelques villes d'Europe. Au cours de cette tournée, le 20 juin 2008, il reçoit les clés de la ville d'El Paso.

Tom Waits a commenté la période dont traite l'album People Take Warning - Murder Ballads & Disaster Songs, 1913–1938, une compilation Tompkins Square : 

« Au début des années 1920 et des années 1930, la Grande Dépression s'est emparée de la Nation. Je vous parle d'un temps où les chansons étaient des outils de vie. Une communauté pouvait en venir à pleurer la perte de l'un des leurs et semer leurs chansons comme des graines. Cette compilation est un jardin sauvage composé de ces graines. »

### Années 2010
En janvier 2010, Waits a joué le rôle de Engineer dans Le Livre d'Eli, aux côtés de Denzel Washington. Le 23 août 2011, un nouveau single Bad as me est disponible, premier extrait d'un nouvel album à paraître chez ANTI-, sept ans après le précédent Real Gone.
Au début de 2011, il participe au recueil de poèmes Seeds on Hard Ground, inspiré par les photos du livre de Michael O'Brien Hard Ground, dont les textes font partie. Au moment de la sortie des textes, le livre de Michael O'Brien n'est pas encore sorti et Tom Waits vend ses textes en édition limitée via le site de son éditeur ; les fonds ainsi récoltés sont reversés à la Redwood Empire Food Bank, association de soutien aux services sociaux dans le comté de Sonoma en Californie du Nord. À la fin de l'action, le 26 janvier 2011, les quatre éditions de textes, chacune limitée à 1 000 copies qui ont rapporté chacune 24,99 $ et sont toutes vendues, permettent de reverser 90 000 $ à la banque alimentaire.
Tom Waits projette une comédie musicale, à l'instar de ses travaux parus sous les noms de The Black Rider, Alice et Blood Money ; Martin McDonagh en serait le réalisateur et Robert Wilson le metteur en scène. La première représentation devait avoir lieu à Paris en 2011.

Le 9 février 2011, il est introduit au Hall of Fame et présenté officiellement par Neil Young au Waldorf-Astoria le lundi 14 mars 2011. Waits accepte l'hommage avec son humour habituel, déclarant : 

« Ils disent que je n'ai pas de tube et que c'est difficile de travailler avec moi… comme si c'était une mauvaise chose. »

Le 24 février 2011, son site officiel annonce qu'il travaille sur un nouvel album. Annoncé officiellement à partir du 16 août 2011, l'album est lancé par une vidéo en ligne qui offre quelques extraits et commentaires sur le site du label du chanteur. Une semaine plus tard sort le single éponyme Bad As Me,.
Ses occupations musicales se sont également portées vers deux collaborations, Fadin' Moon et Ghost to a Ghost, chansons de l'album Ghost to a Ghost/Gutter Town de Hank Williams III.
En 2012, il apparaît dans le film Sept Psychopathes aux côtés de Colin Farrell et Christopher Walken.
Tom Waits a interprété sa chanson Chicago lors du show télévisé de David Letterman du 9 juillet 2012. Une autre représentation eut lieu chez Jimmy Fallon le lendemain, où il a interprété Raised Right Men : il s'agit des premières interprétations connues issues de l'album Bad as Me. Lors de l'interview précédant la chanson Chicago, Tom Waits a réitéré une blague issue de Glitter and Doom Live.
En janvier 2013, il enregistre une deuxième collaboration à la compilation Son Of Rogue's Gallery: Pirate Ballads, Sea Songs & Chanteys, qui sort le 19 février 2013 sur le label ANTI- : la chanson Shenandoah est une interprétation en duo avec Keith Richards, guitariste du groupe The Rolling Stones, qu'il rejoindra au complet un peu plus tard dans l'année, le 5 mai, pour une reprise du classique blues Little Red Rooster aux Oracle Arena d'Oakland.
En février 2025, Tom Waits apparaît à la télévision italienne en interprétant Tom Traubert's Blues dans le cadre du documentaire Ultima Fermata. Ce programme, consacré aux figures marginales et aux récits de voyage, inclut une performance enregistrée spécialement pour l’occasion.

## Discographie

### Albums studio
- 1973 : Closing Time
- 1974 : The Heart of Saturday Night
- 1976 : Small Change
- 1977 : Foreign Affairs
- 1978 : Blue Valentine
- 1980 : Heartattack and Vine
- 1982 : One from the Heart
- 1983 : Swordfishtrombones
- 1985 : Rain Dogs
- 1987 : Frank's Wild Years
- 1992 : Bone Machine (Grammy Award du meilleur album de musique alternative)
- 1993 : The Black Rider (en collaboration avec William S. Burroughs)
- 1999 : Mule Variations (Grammy Award du meilleur album de folk contemporain)
- 2002 : Blood Money
- 2002 : Alice
- 2004 : Real Gone
- 2006 : Orphans: Brawlers, Bawlers & Bastards
- 2011 : Bad as Me

### Albums enregistrés en public
- 1974 : the dime store novels - live
- 1975 : Nighthawks at the Diner (enregistré dans les conditions du direct)
- 1988 : Big Time (album live, concert filmé)
- 2009 : Glitter and Doom Live

### Compilations
- 1981 : Bounced Checks
- 1984 : Asylum Years
- 1991 : The Early Years, Volume One
- 1993 : The Early Years, Volume Two
- 1998 : Beautiful Maladies : the Island Years
- 2001 : Used Songs : 1973-1980

### Contributions
- 1991 : sur Sailing the Seas of Cheese de Primus : donne sa voix à « Tommy The Cat ».
- 1993 : Jesus Blood Never Failed Me, Gavin Bryars.
- 1999 : sur Antipop de Primus : chante, joue du mellotron et produit Coattails of a Dead Man.
- 2000 : il prête sa voix sur Dog Door, du groupe Sparklehorse.
- 2001 : sur l'album live Hullabaloo de Muse, l'introduction du concert est un morceau de Tom Waits appelé What’s he building in There ?
- 2005 : sur Blinking Lights and Other Revelations de Eels : dans la chanson Going fetal (rugissements).
- 2006 : il joue du piano sur Morning Hollow du groupe Sparklehorse.
- 2009 : sur l’album The Spirit Of Apollo de N.A.S.A. aux côtés de Kool Keith, dans la chanson Spacious Thoughts.
- 2016 : en février, il reprend deux chansons de Blind Willie Johnson, The Soul of a Man et John The Revelator, chansons des années 1930, sur l'album en hommage à leur auteur, God don't ever change.

### Contributions musicales
- 1978 : La Taverne de l'enfer, de Sylvester Stallone : chanson Paradise Alley
- 1983 : Prénom Carmen, de Jean-Luc Godard : chanson Ruby’s Arms
- 1986 : Down by Law, de Jim Jarmusch : chansons Jockey Full Of Bourbon, Tango Till They’re Sore de l’album Rain Dogs, par Tom Waits
- 1987 : Candy Mountain, de Robert Frank : chansons The Big Rock Candy Mountain et Once More Before I Go
- 1989 : Sea of Love, d'Harold Becker : chanson Sea of Love, reprise de Phil Phillips
- 1992 : Léolo, de Jean-Claude Lauzon : chanson Cold Cold Ground
- 1995 : L'Armée des douze singes, de Terry Gilliam : Earth Died Screaming[27]
- 1995 : Smoke, de Wayne Wang : chanson Innocent When You Dream
- 1996 : La Dernière Marche, de Tim Robbins : chansons Walk Away et The Fall of Troy
- 1997 : The End of Violence, de Wim Wenders : chanson Little Drop of Poison[27]
- 1999 : Fight Club, de David Fincher : Goin’ out West
- 2000 : American Virgin, de Jean-Pierre Marois : chanson Heartattack and Wine
- 2000 : Pollock, d'Ed Harris : chanson The World Keeps Turning
- 2000 : Keeping the Faith, d'Edward Norton : chanson Please Call Me Baby
- 2004 : Le Tigre et la Neige, de Roberto Benigni : chanson You Can Never Hold Back Spring[28]
- 2004 : Shrek 2 : chanson Little Drop of Poison
- 2005 : Jarhead : La Fin de l'innocence, de Sam Mendes : chanson Soldier’s Things
- 2005 : Robots : chanson Underground
- 2005 : Domino : chanson Jesus gonna be here[29]

### Dessin animé et séries télévisées
- Dans Homer Goes to Prep School, le 9e épisode de la 24e saison du dessin animé Les Simpson, Tom Waits interprète la voix de Lloyd, membre d'une communauté qui se prépare à survivre à l'apocalypse.
- Le générique de la série télévisée Sur écoute (The Wire) reprend la chanson Way Down In The Hole, titre de Tom Waits issu de l'album Frank's Wild Years. Chaque saison de la série donne lieu à une version différente de l'œuvre, revisitée par d'autres artistes. C'est en générique de seconde saison que la version originale de Tom Waits est utilisée.
- Dans I ain’t a Judas, le 11e épisode de la 3e saison de la série télévisée The Walking Dead, on peut entendre une reprise de la chanson Hold On.
- Dans Onward and Upward, le 22 épisode de la 2e saison de la série télévisée La Loi selon Harry, on peut entendre une reprise de la chanson Take me home par Kathy Bates à la fin de l'épisode, qui clôt aussi la série.
- Dans le 5e épisode de la 1re saison de la série télévisée Peaky Blinders, on retrouve le titre Time issu de l'album Rain Dogs ; et ses chansons Soldier's Things et Shiny Things sont utilisées dans l'épisode 3 de la saison 3.
- Dans la 2e saison de The Wilds Mia Healey interprète de Shelby chante "Martha".

### Albums hommage
- 1995 : Temptation, Holly Cole ;
- 1995 : Step Right Up ;
- 2000 : New Coat of Paint ;
- 2001 : Wicked Grin, John Hammond Jr. ;
- 2004 : Step Right Up: The Songs of Tom Waits ;
- 2005 : Being Tom Waits, Billy's Band ;
- 2008 : Anywhere I Lay My Head, Scarlett Johansson ;
- 2008 : Female Tribute To Tom Waits Vol 1 & 2 (2008) ;
- 2014 : Little drop of poison, Rebekka Bakken ;
- 2020 : Pawn Shop Radio: The Songs of Tom Waits, Vicki Kristina Barcelona.

### Liste non exhaustive des reprises
Parmi l'abondante production de Tom Waits, certains titres ont été repris par d'autres chanteurs :
- Joe Bonamassa a repris Jockey full of bourbon en 2013 sur le double album An Acoustic Evening At The Vienna Opera House
- Tim Buckley a repris la chanson Martha sur son album Sefronia
- Bruce Springsteen chante Jersey Girl
- Rod Stewart et Everything but the Girl, Downtown Train
- Tom Jones, Bad as Me
- Johnny Cash, Down There by the Train
- Marianne Faithfull, Strange Weather
- Ramones, I Don't Wanna Grow Up
- 10,000 Maniacs, I Hope I Don't Fall in Love with You
- T-Bone Burnett, Time
- Tori Amos, Time
- Bob Seger, Blind Love, Downtown train
- Jonathan Richman, The Heart Of Saturday Night
- Lucinda Williams, Hang Down Your Head
- Los Lobos, Jockey Full of Bourbon
- Elvis Costello, More Than Rain
- The Blind Boys of Alabama, Jesus Gonna Be Here
- Diana Krall, Temptation
- Norah Jones, The Long Way Home
- Emilíana Torrini, I Hope I Don’t Fall in Love with You
- Paul Young, Soldier’s Things
- Jane Birkin, Alice
- Rod Stewart, Tom Traubert’s blues
- The Eagles, Ol’ 55
- Eddie Vedder, Picture in a Frame
- K's Choice, Ol’ 55
- Sarah McLachlan, Ol' 55
- Ian Matthews, Ol' 55
- Cibelle et Spleen, Green Grass
- Popa Chubby, Heartattack and wine
- Screamin' Jay Hawkins, Heartattack and wine, Whistling Past The Graveyard, Ice cream man
- Ghost of the Robot, Chocolate Jesus
- Queens of the Stone Age, Goin' Out West tiré de Sick, Sick, Sick, édition limitée E.P.
- Gomez, Going Out West (paru sur un double CD live Out West)
- Drugstore, Old Shoes, 'Step Right Up-the songs of Tom Waits'
- Frank Black and the Catholics, The Black Rider en ouverture et en conclusion de l'album Black Letter Days (2002)
- Steve Earle Way Down in the Hole - album Washington Square Serenade (2007)
- Scarlett Johansson Falling Down - Anywhere I Lay my Head
- Cat Power- Yesterday is Here
- Angela McCluskey, Soldier's Things
- John Campbell, Down in the Hole
- Meret Becker und Ars Vitalis, Jockey Full of Bourbon
- Terez Montcalm, Way Down in the Hole
- Ariane Moffatt, I Hope I Don't Fall in Love with You
- Tony Rice, Pony, album Night Flyer
- Youn Sun Nah, Jockey full of Bourbon
- Emily Kinney, Hold On dans la série The Walking Dead (saison 3, épisode 11)
- Kathy Bates, Take me home dans la série La Loi selon Harry (saison 2, épisode 22)
- Jeff Lang, Going out west, album Disturbed Folk 2 (1999))
- Cœur de pirate, Bottom of the world, album Trauma (2014)
- Patty Smyth, Downtown train, album Never enough (1987)

### Reprises
Sa chanson Hold On a été utilisée lors de l'épisode 11 de la saison 3 de la série télévisée américaine The Walking Dead ; la chanson Picture In A Frame, dans l'épisode 2 de la saison 1 de Bunheads ; la chanson Hell Broke Luce, lors du premier épisode de la série The Punisher ; et la chanson Way down in the hole de l'album Frank's Wild Years sert de générique à toutes les saisons de la série Sur écoute sous différentes interprétations (la version de Tom Waits ouvrant la 2e saison).

#### Refus des publicités
Tom Waits refuse toujours catégoriquement que sa musique soit employée pour la publicité et a attaqué en justice plusieurs entreprises qui ont passé outre ses souhaits.
Le premier procès se tient en 1988 et se termine en 1992, contre Frito Lay, condamné à un dédommagement d'environ 2,6 millions de dollars. L'entreprise avait approché Tom Waits pour l'utilisation de la chanson Innocent when you dream dans une publicité. Devant le refus de Tom Waits, Frito Lay fait enregistrer un jingle publicitaire ressemblant à Step Right Up par un chanteur à voix similaire. Ironiquement, Tom Waits avait écrit cette chanson comme une dénonciation de la publicité.
En 1993, sa chanson Heartattack and Vine est utilisée dans une publicité de Levi's. Tom Waits intente un procès. Levi's accepte de cesser d'utiliser la chanson et publie des excuses en pleine page dans Billboard magazine.
En 2000, une publicité espagnole pour Audi présente une musique suffisamment proche de Innocent When You Dream, dont Tom Waits leur a refusé l'usage, pour que le tribunal reconnaisse une violation de ses droits moraux en plus d'une violation du copyright. Le producteur de la publicité, Tandem Campany Guasch, est condamné à payer des compensations à Tom Waits par le biais de son éditeur espagnol.

## Filmographie

### Acteur
- 1978 : La Taverne de l'enfer, de Sylvester Stallone
- 1982 : Coup de cœur, de Francis Ford Coppola
- 1983 : Outsiders, de Francis Ford Coppola
- 1983 : Rusty James (Rumble Fish), de Francis Ford Coppola
- 1984 : Cotton Club, de Francis Ford Coppola
- 1986 : Down by Law, de Jim Jarmusch : Zach
- 1987 : Ironweed, de Héctor Babenco
- 1987 : Candy Mountain, de Robert Frank
- 1989 : Cold Feet, de Robert Dornhelm
- 1990 : Bienvenue au club, de Steve Rash
- 1991 : En liberté dans les champs du seigneur, de Héctor Babenco
- 1991 : Le Roi Pêcheur (Fisher King), de Terry Gilliam
- 1991 : Jusqu'au bout du monde, de Wim Wenders
- 1992 : Dracula, de Francis Ford Coppola : Renfield
- 1993 : Coffee and Cigarettes III, de Jim Jarmusch
- 1993 : Short Cuts, de Robert Altman
- 1999 : Mystery Men, de Kinka Usher
- 2002 : Coffee and Cigarettes, de Jim Jarmusch
- 2004 : Shrek 2, d'Andrew Adamson, Kelly Asbury et Conrad Vernon : doublage de la version originale
- 2004 : Bukowski, de John Dullaghan
- 2004 : Le Tigre et la Neige, de Roberto Benigni
- 2005 : Domino, de Tony Scott
- 2006 : Petits Suicides entre amis, de Goran Dukić (en)
- 2009 : L'Imaginarium du docteur Parnassus, de Terry Gilliam : le diable
- 2010 : Le Livre d'Eli, d'Albert et Allen Hughes : l'ingénieur
- 2012 : Sept Psychopathes, de Martin McDonagh : Zachariah
- 2018 : La Ballade de Buster Scruggs (The Ballad of Buster Scruggs) de Joel et Ethan Coen : le prospecteur
- 2018 : The Old Man and the Gun de David Lowery
- 2019 : The Dead Don't Die de Jim Jarmusch : Bob l'ermite
- 2021 : Licorice Pizza de Paul Thomas Anderson : Rex Blau
- 2024 : Father, Mother, Sister, Brother de Jim Jarmusch

### Compositeur
- 1982 : Coup de cœur, de Francis Ford Coppola
- 1998 : Bunny, de Chris Wedge
- 1991 : Night on Earth, de Jim Jarmusch